# Karl Gorath

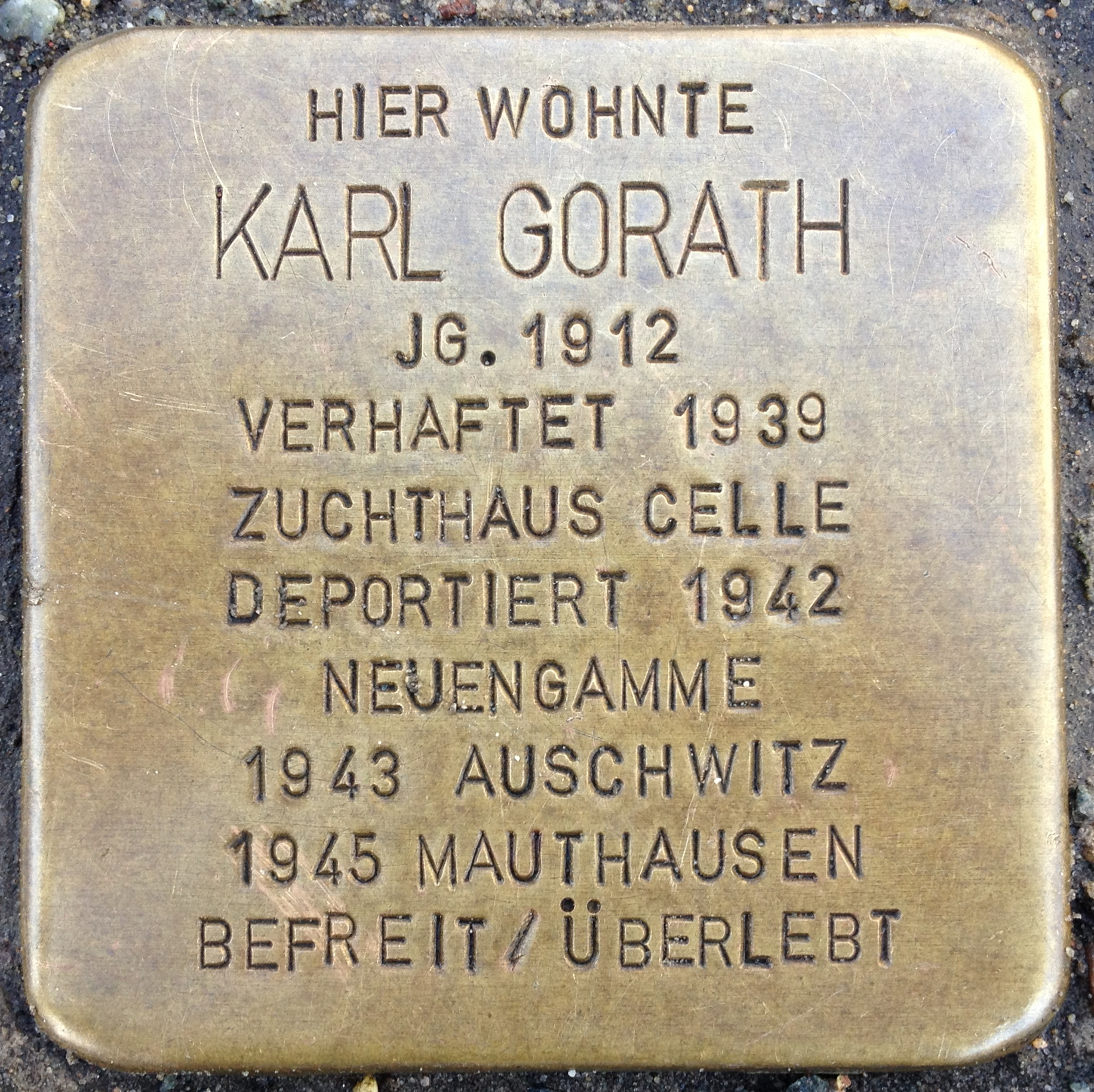
Stolperstein für Karl Gorath in Bremerhaven

Karl Gorath (* 12. Dezember 1912 in Bad Zwischenahn; † 18. März 2003 in Bremerhaven) wurde 1938 wegen seiner Homosexualität festgenommen und in die Konzentrationslager Neuengamme und Auschwitz gebracht. Er wurde 1945 befreit.

## Inhaftierungen
Gorath machte eine Ausbildung zum Krankenpfleger. Im Alter von 26 Jahren wurde er von einem „eifersüchtigen Liebhaber“ als Homosexueller denunziert und unter § 175 des Strafgesetzbuchs, der Homosexualität als „unnatürlichen Akt“ definierte und unter Strafe stellte, festgenommen.
Gorath war zunächst im KZ Neuengamme inhaftiert und gezwungen, den rosa Winkel zu tragen, der ihn als schwul und als Transvestiten identifizierte.
Wegen seiner medizinischen Ausbildung wurde er versetzt und musste im Gefangenenkrankenhaus in einem Außenlager von Neuengamme arbeiten. Als er sich weigerte, die Brotrationen für polnische Patienten zu verringern, wurde er nach Auschwitz deportiert. Dort trug er den roten Winkel der politischen Gefangenen, was ihn seiner Ansicht nach vor der Brutalität schützte, denen als schwul identifizierte Gefangene ausgesetzt waren. Nach der kriegsbedingten Räumung des Lagerkomplexes Auschwitz im Januar 1945 wurde er ins KZ Mauthausen verbracht, wo er im Mai 1945 befreit wurde.
Nach dem Krieg wurde er 1947 wieder verurteilt: „Von demselben Richter. Rabien hieß der Kerl. Er empfing mich im Gerichtssaal mit den Worten: ‚Sie sind ja schon wieder hier!‘ Er hat mich dann zur Höchststrafe verurteilt – nach dem selben Gesetz wie 1939.“

## Rezeption
Gorath ist einer der sechs Männer, deren Schicksal in dem Dokumentarfilm Paragraph 175 (2000) über Schwule in Nazi-Konzentrationslagern erzählt wird. Der Film wurde von Jeffrey Friedman und Rob Epstein mit Rupert Everett als Erzähler produziert.
Am 27. Januar 2023 ehrte der Bundestag Gorath bei der Gedenkstunde für die Verfolgten des Nationalsozialismus. Der Historiker Alexander Zinn kritisierte im Nachgang: „Obowhl man hätte wissen können, dass Gorath wegen Kindesmissbrauchs und ‚Jugendverführung‘ verurteilt worden war, wurde er bei der Gedenkfeier zu einem ‚gewöhnlichen‘  Homosexuellen stilisiert, der sich angeblich ‚mit anderen Männern‘ traf.“